# Brzeszcze
Brzeszcze è un comune urbano-rurale polacco del distretto di Oświęcim, nel voivodato della Piccola Polonia.
Ricopre una superficie di 46,13 km² e nel 2004 contava 21 607 abitanti.
È gemellato con il comune di Londa (FI).

## Geografia fisica
Sorge nel sud della Polonia, vicina ad Oświęcim (Auschwitz).